# Lijst van voetbalinterlands Ivoorkust - Libië
Deze lijst van voetbalinterlands is een overzicht van alle officiële voetbalwedstrijden tussen de nationale teams van Ivoorkust en Libië. De landen speelden tot op heden zeven keer tegen elkaar. De eerste ontmoeting was een kwalificatiewedstrijd voor het Wereldkampioenschap voetbal 1990 op 8 januari 1989 in Abidjan. Het laatste duel, een vriendschappelijke wedstrijd, werd gespeeld in Abu Dhabi (Verenigde Arabische Emiraten) op 16 januari 2012.

## Wedstrijden
| № | Plaats    | Datum            | Competitie                   | Wedstrijd         | Uitslag |
| - | --------- | ---------------- | ---------------------------- | ----------------- | ------- |
| 1 | Abidjan   | 8 januari 1989   | WK 1990 kwalificatie         | Ivoorkust − Libië | 1 − 0   |
| 2 | Abidjan   | 19 november 2000 | Afrika Cup 2002 kwalificatie | Ivoorkust − Libië | 2 − 1   |
| 3 | Tripoli   | 1 juni 2001      | Afrika Cup 2002 kwalificatie | Libië − Ivoorkust | 1 − 3   |
| 4 | Abidjan   | 6 juni 2004      | WK 2006 kwalificatie         | Ivoorkust − Libië | 2 − 0   |
| 5 | Tripoli   | 3 juni 2005      | WK 2006 kwalificatie         | Libië − Ivoorkust | 0 − 0   |
| 6 | Caïro     | 24 januari 2006  | Afrika Cup 2006              | Libië − Ivoorkust | 1 − 2   |
| 7 | Abu Dhabi | 16 januari 2012  | Vriendschappelijk            | Ivoorkust − Libië | 1 − 0   |

## Samenvatting
| Competitie              | Totaal gespeeld | Winst Ivoorkust | Gelijk | Winst Libië | Doelsaldo Ivoorkust – Libië |
| ----------------------- | --------------- | --------------- | ------ | ----------- | --------------------------- |
| WK-kwalificatie         | 3               | 2               | 1      | 0           | 3 − 0                       |
| Afrika Cup              | 1               | 1               | 0      | 0           | 2 − 1                       |
| Afrika Cup-kwalificatie | 2               | 2               | 0      | 0           | 5 − 2                       |
| Vriendschappelijk       | 1               | 1               | 0      | 0           | 1 − 0                       |
| Totaal                  | 7               | 6               | 1      | 0           | 11 − 3                      |

FIF · A-internationals · Selecties · Bondscoaches · Statistieken · Ivoriaans vrouwenelftal · Ivoorkust U21 · Ivoorkust U20 · Ivoorkust U19 · Ivoorkust U18 · Ivoorkust U17
1960 – 1969 ·
1970 – 1979 ·
1980 – 1989 ·
1990 – 1999 ·
2000 – 2009 ·
2010 – 2019 ·
2020 − 2029
WK 2006 · 
WK 2010 · 
WK 2014
OS 2008 · 
OS 2020
1960 ·
1961 ·
1962 ·
1963 ·
1964 · 
1965 ·
1966 · 
1967 ·
1968 ·
1969 ·
1970 ·
1971 ·
1972 ·
1973 ·
1974 ·
1975 ·
1976 ·
1977 ·
1978 · 
1979 ·
1980 ·
1981 · 
1982 ·
1983 ·
1984 ·
1985 ·
1986 ·
1987 ·
1988 ·
1989 ·
1990 ·
1991 ·
1992 · 
1993 · 
1994 · 
1995 · 
1996 · 
1997 · 
1998 · 
1999 · 
2000 · 
2001 · 
2002 · 
2003 · 
2004 · 
2005 · 
2006 · 
2007 · 
2008 · 
2009 · 
2010 · 
2011 · 
2012 · 
2013 ·
2014 ·
2015 ·
2016 ·
2017 ·
2018 ·
2019 ·
2020 ·
2021 ·
2022 ·
2023 ·
2024
Algerije ·
Angola ·
Argentinië ·
België ·
Benin ·
Bosnië en Herzegovina ·
Botswana ·
Brazilië ·
Burkina Faso ·
Burundi ·
Centraal-Afrikaanse Republiek ·
Chili ·
Colombia ·
Comoren ·
Congo-Brazzaville ·
Congo-Kinshasa ·
Duitsland ·
Egypte ·
El Salvador ·
Engeland ·
Equatoriaal-Guinea ·
Ethiopië ·
Frankrijk ·
Gabon ·
Gambia ·
Ghana ·
Griekenland ·
Guinee ·
Guinee-Bissau ·
Hongarije ·
Israël ·
Italië ·
Japan ·
Jordanië ·
Kameroen ·
Kenia ·
Koeweit ·
Lesotho ·
Liberia ·
Libië ·
Madagaskar ·
Malawi ·
Mali ·
Marokko ·
Mauritanië ·
Mauritius ·
Mexico ·
Moldavië ·
Mozambique ·
Namibië ·
Nederland ·
Niger ·
Nigeria ·
Noord-Korea ·
Oeganda ·
Oostenrijk ·
Paraguay ·
Polen ·
Portugal ·
Qatar ·
Roemenië ·
Rusland ·
Rwanda ·
Senegal ·
Servië en Montenegro ·
Seychellen ·
Sierra Leone ·
Slovenië ·
Soedan ·
Spanje ·
Tanzania ·
Togo ·
Tsjaad ·
Tunesië ·
Turkije ·
Uruguay ·
Verenigde Staten ·
Zambia ·
Zimbabwe ·
Zuid-Afrika ·
Zuid-Korea ·
Zweden ·
Zwitserland
Argentinië (2006) · 
Colombia (2014) ·
Ghana (2015) ·
Griekenland (2014) · 
Japan (2014) ·  
Nederland (2006) · 
Noord-Korea (2010) · 
Servië en Montenegro (2006) ·
Zambia (2012)
LFF · A-internationals · Bondscoaches · Libisch vrouwenelftal · Olympisch elftal
1960 – 1969 · 
1970 – 1979 · 
1980 – 1989 · 
1990 – 1999 · 
2000 – 2009 · 
2010 – 2019 ·
2020 − 2029
1964 · 
1965 · 
1966 · 
1967 · 
1968 · 
1969 · 
1970 · 
1971 · 
1972 · 
1973 · 
1974 · 
1975 · 
1976 · 
1977 · 
1978 · 
1979 · 
1980 · 
1981 · 
1982 · 
1983 · 
1984 · 
1985 · 
1986 · 
1987 · 
1988 · 
1989 · 
1990 · 
1991 · 
1992 · 
1993 · 
1994 · 
1995 · 
1996 · 
1997 · 
1998 · 
1999 · 
2000 · 
2001 · 
2002 · 
2003 · 
2004 · 
2005 · 
2006 · 
2007 · 
2008 · 
2009 · 
2010 · 
2011 · 
2012 · 
2013 ·
2014 ·
2015 ·
2016 ·
2017 ·
2018 ·
2019 ·
2020 ·
2021 ·
2022 ·
2023
Algerije ·
Angola ·
Argentinië ·
Bahrein ·
Benin ·
Botswana ·
Burkina Faso ·
Canada ·
Centraal-Afrikaanse Republiek ·
Comoren ·
Congo-Brazzaville ·
Congo-Kinshasa ·
Egypte ·
Equatoriaal-Guinea ·
Ethiopië ·
Gabon ·
Gambia ·
Ghana ·
Griekenland ·
Guinee ·
Indonesië ·
Irak ·
Iran ·
Ivoorkust ·
Jemen ·
Jordanië ·
Kaapverdië ·
Kameroen ·
Kazachstan ·
Kenia ·
Koeweit ·
Lesotho ·
Libanon ·
Liberia ·
Malawi ·
Maleisië ·
Mali ·
Malta ·
Marokko ·
Mauritanië ·
Mauritius ·
Mozambique ·
Myanmar ·
Namibië ·
Niger ·
Nigeria ·
Oeganda ·
Oekraïne ·
Oman ·
Palestina ·
Polen ·
Qatar ·
Rwanda ·
Sao Tomé en Principe ·
Saoedi-Arabië ·
Senegal ·
Seychellen ·
Soedan ·
Swaziland ·
Syrië ·
Tanzania ·
Thailand ·
Togo ·
Tsjaad ·
Tunesië ·
Turkije ·
Uruguay ·
Verenigde Arabische Emiraten ·
Wit-Rusland ·
Zambia ·
Zimbabwe ·
Zuid-Afrika ·
Zuid-Korea